# Dompierre-sous-Sanvignes
Dompierre-sous-Sanvignes település Franciaországban, Saône-et-Loire megyében. Lakosainak száma 77 fő (2022. január 1.). Dompierre-sous-Sanvignes Saint-Eugène, Perrecy-les-Forges, Saint-Romain-sous-Versigny, Sanvignes-les-Mines és Toulon-sur-Arroux községekkel határos.

## Népesség
A település népességének változása:
| Lakosok száma | 74   | 75   | 78   | 79   | 80   | 81   | 82   | 80   | 77   |
|               | 2013 | 2015 | 2016 | 2017 | 2018 | 2019 | 2020 | 2021 | 2022 |